# لگو دی‌سی ابرشروران
لگو دی سی ابرشروران (انگلیسی: Lego DC Super-Villains) یک بازی ویدئویی در سبک بازی اکشن-ماجراجویی است که توسط وارنر برادرز. اینتراکتیو انترتینمنت و در سال ۲۰۱۸ و در پلت‌فرم‌های مایکروسافت ویندوز، ایکس باکس وان ، پلی استیشن ۴ و نینتندو سوییچ منتشر شده‌است.